# 沖縄県道85号沖縄環状線

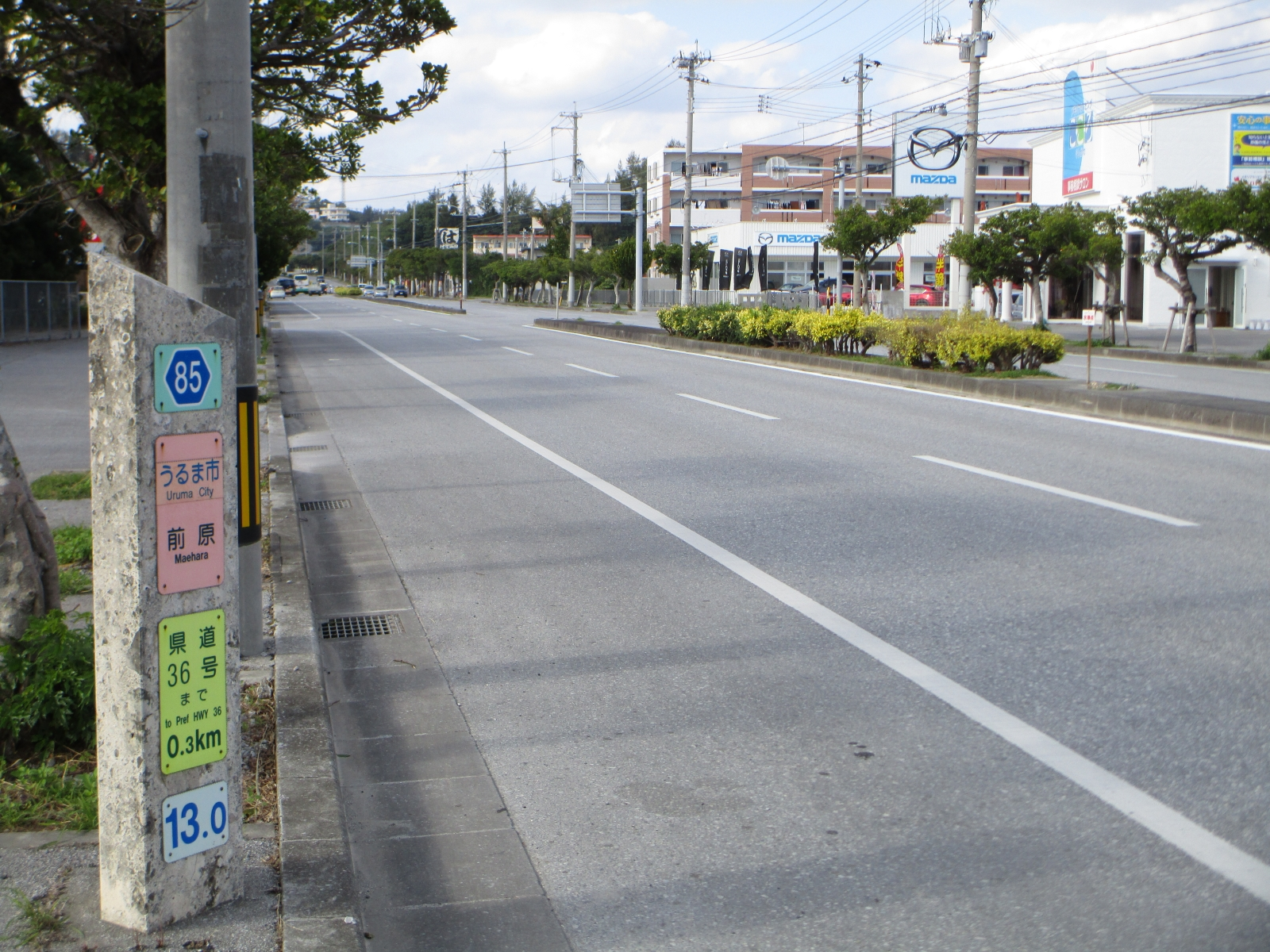
沖縄県道85号沖縄環状線（うるま市前原、イオン具志川店付近）

沖縄県道85号沖縄環状線（おきなわけんどう85ごう おきなわかんじょうせん・主要地方道沖縄環状線）は沖縄県沖縄市美里を起終点とする沖縄市内を一周する主要地方道。

## 概要
この路線の大半は1980年代後半以降に開通しており、もっとも整備に手間取っていた北中城村比嘉 - 沖縄市比屋根の区間が2012年（平成24年）4月26日に開通。2015年（平成27年）に、県道22号線のライカム交差点付近が拡幅・改良され、全線開通した。

### 路線データ
- 起点：沖縄市美里（沖縄県道74号沖縄嘉手納線）
- 終点：沖縄市美里
- 総延長：17.8km
- 実延長：12.6km

## 歴史
- 1953年（昭和28年） 北中城村ライカム - 越来村（現沖縄市）比屋根が軍道22号線、具志川村（現うるま市）川田 - 美里村（現沖縄市）高原を琉球政府道33号線としてそれぞれ指定。のち美里村池武当 - コザ市胡屋（現在はいずれも沖縄市）が政府道27号線として指定される（BCセンター通りも含む）。
- 1972年（昭和47年）5月 本土復帰と同時に軍道22号線、政府道27号線、同33号線が同じ番号のままそれぞれ一般県道なる。また1973年（昭和48年）の特別国体「若夏国体」に備えて、北谷村（現北谷町）桑江の国道58号からコザ市（現沖縄市）上地までを県道23号線（国体道路）として整備することが決まった。
- 1973年（昭和48年） 県道23号線（国体道路）が開通。
- 1982年（昭和57年） 沖縄市美里を起終点とする市内を一周する沖縄環状線を一般県道（228号）として整備することが決定。
- 1984年（昭和59年） 県道27号線の一部であるBCセンター通りが道幅を狭小し、「中央パークアベニュー」となる。それに伴いセンター通りを含む一部の区間の県道が沖縄市道に降格した（県道27号線は廃止され、残りの区間は沖縄環状線に）。
- 1993年（平成5年） 沖縄環状線が主要地方道（県道85号）に昇格した（県道22号線のライカム交差点付近と県道33号線の具志川市前原の一部区間も含まれる）。
- 2015年（平成27年）ライカム交差点が拡幅され、全線開通。

## 路線状況

### 重複路線
- 沖縄県道23号沖縄北谷線（沖縄市上地 - 山内）
  - この区間は国体道路にもなっている。
- 沖縄県道22号線（北中城村比嘉 - 島袋）
- 沖縄県道33号具志川沖縄線（うるま市前原）

### 路線バス
- 21番・新都心具志川線（琉球バス交通） 北中城村ライカム交差点→沖縄市山里・同市山内→諸見里沖縄南インター（いずれも球陽高校経由のみ）
- 30番・泡瀬東線（東陽バス） うるま市前原（ジャスコ具志川店入口） - 沖縄市美里
- 123番・石川空港線（琉球バス交通） 沖縄市諸見里沖縄南インター - 山内県道23号交点

かつては中部循環線も沖縄南インター - 山内間を通っていたが2003年（平成15年）に廃止された。
　

## 地理

### 通過自治体
- 沖縄市・中頭郡北中城村・うるま市

### 交差する路線
- 沖縄県道74号沖縄嘉手納線（沖縄市美里）
- 沖縄県道16号線（起点・県道74号に重複）
- 沖縄県道20号線（沖縄市上地）
- 沖縄自動車道（起点 - 沖縄市山里）
  - 沖縄南インターチェンジ（沖縄市諸見里）
- 沖縄県道23号沖縄北谷線（国体道路・沖縄市山内）
- 沖縄県道24号線（沖縄市山里）
- 国道330号（北中城村屋宜原ライカム交差点）
- 沖縄県道22号線（北中城村島袋）
- 国道329号（沖縄市高原、同市美里）
- 国道331号（沖縄市高原・美里-いずれも国道329号に重複）
- 沖縄県道33号具志川沖縄線（うるま市前原）
- 沖縄県道36号線（うるま市前原・現道のみ）
- 沖縄県道224号具志川環状線（うるま市江洲、沖縄市美里）
- 沖縄県道75号沖縄石川線（うるま市江洲）

### 主要施設
- 嘉手納基地第2ゲート（沖縄市上地）
- 沖縄市コザ総合運動公園（沖縄市諸見里）
- 中城湾港（沖縄市海邦 - うるま市前原）
- 沖縄市消防本部（沖縄市美里）